# Chiesa di San Giovanni dei Lebbrosi
La chiesa di San Giovanni dei Lebbrosi è una chiesa romanica in stile siculo-normanno di Palermo.
La chiesa si trova in Via Salvatore Cappello nel quartiere Settecannoli, nella parte meridionale della città di Palermo, non lontano dal Ponte dell'Ammiraglio sul fiume Oreto.

## Storia

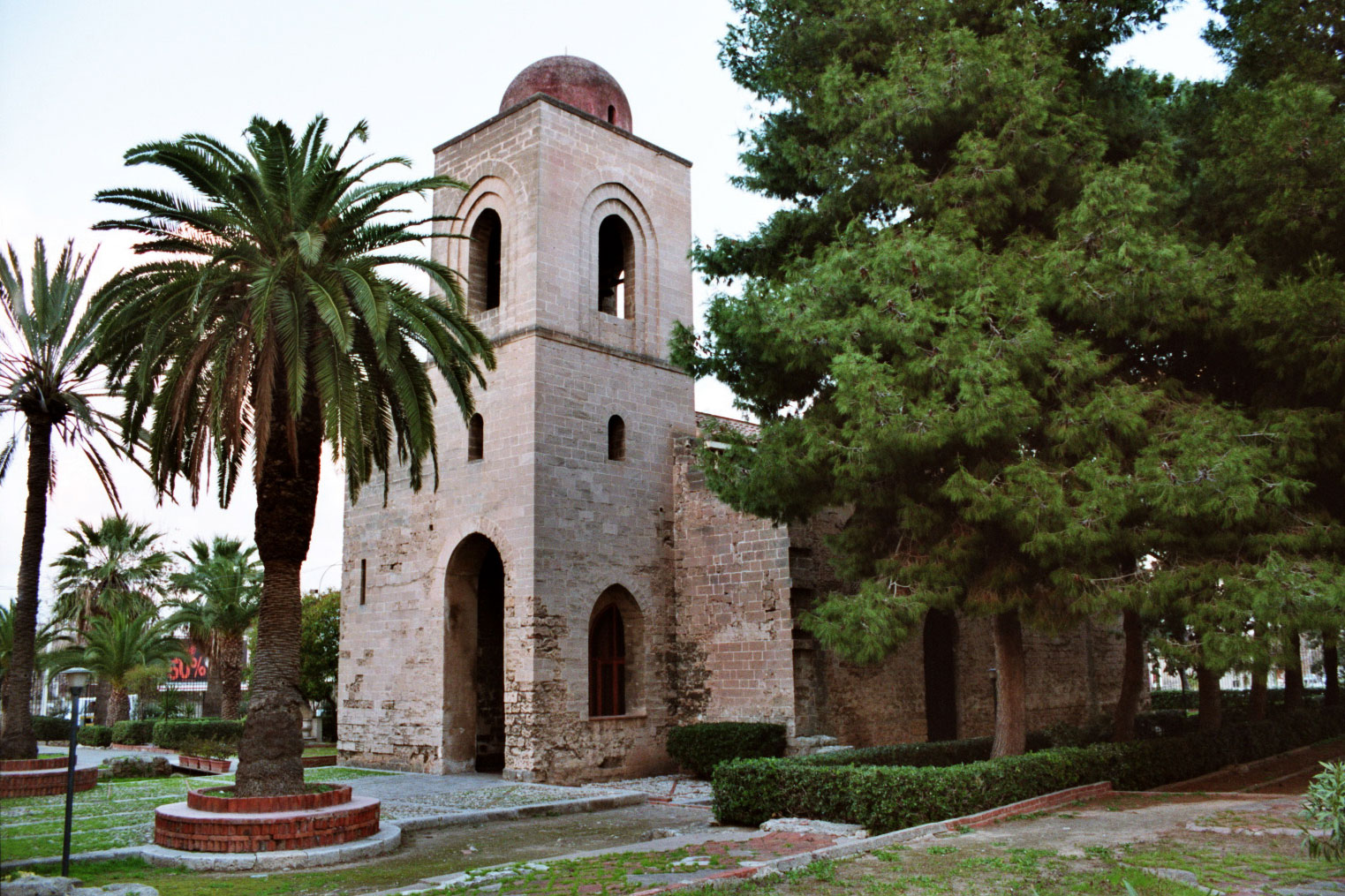
Campanile e portico.

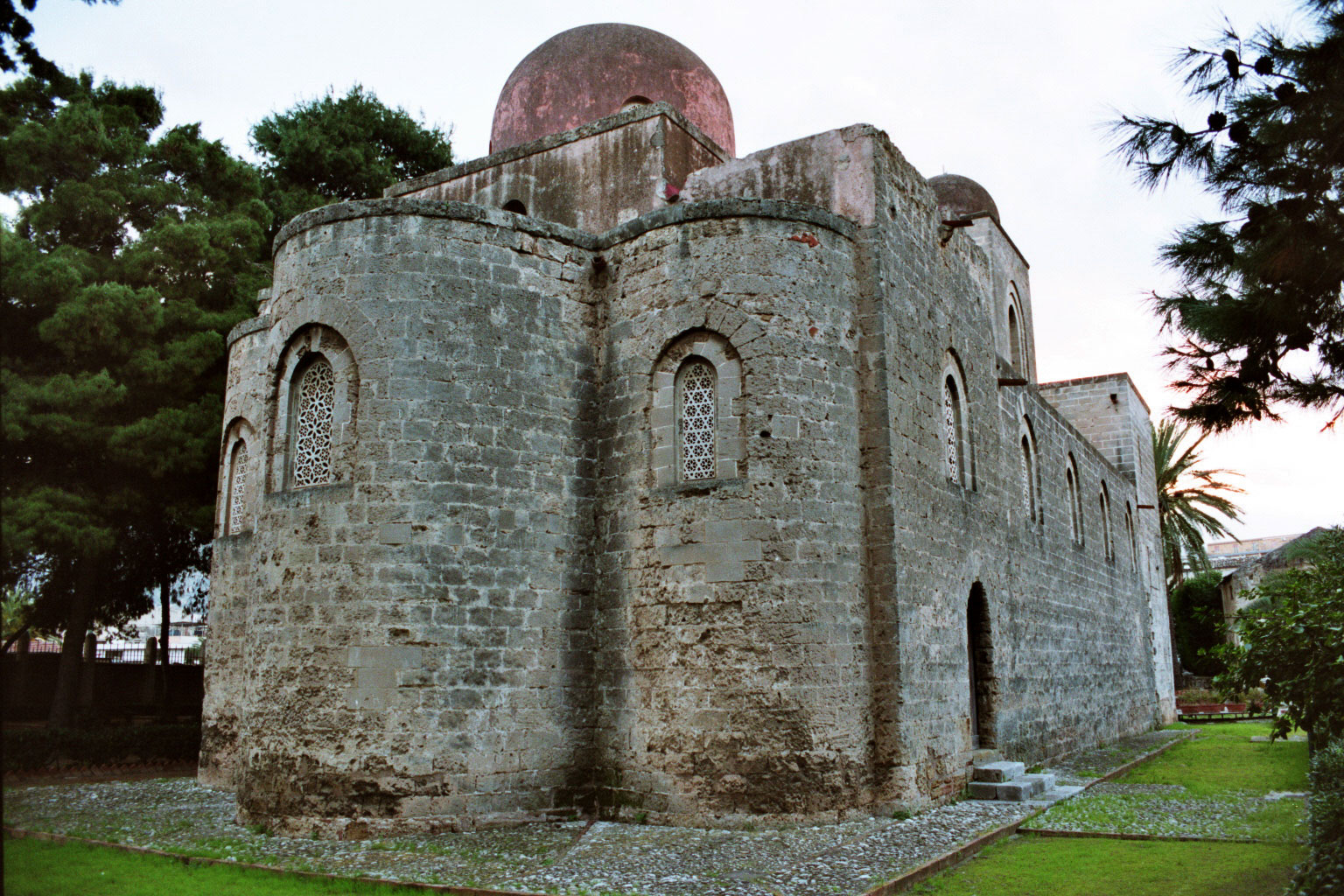
Absidi.

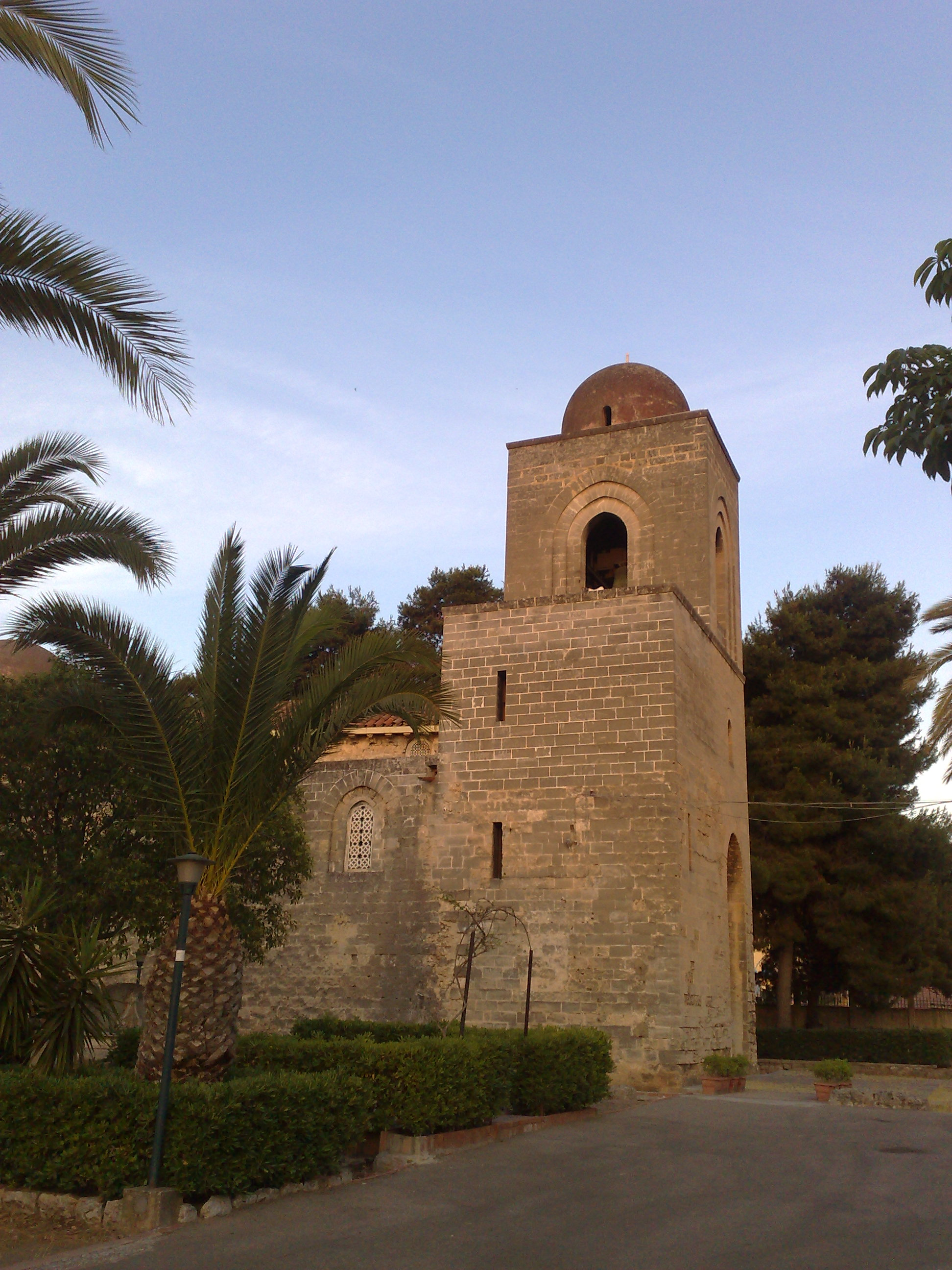
Prospetto settentrionale, veduta parziale.

### Epoca normanno - sveva
La chiesa fu edificata sulle rovine del castello di Yahya (Giovanni in lingua araba) nel 1071, durante la conquista da parte dei Normanni, per mano delle truppe di Roberto il Guiscardo e Ruggero I di Sicilia. La costruzione sorge a poca distanza dal fiume Oreto, località in epoca araba ricoperta da un rigoglioso dattereto, alcuni decenni dopo Giorgio d'Antiochia edificò il cosiddetto Ponte dell'Ammiraglio per scavalcare il corso d'acqua quindi permettere l'accesso e il transito delle merci. Le ricerche condotte dall'arabista Michele Amari in "Storia dei Musulmani di Sicilia", portano all'esistenza di un castello saraceno denominato Yahya, ipotesi suffragata dall'esistenza di resti nel giardino retrostante la chiesa consistenti in tratti di muro e frammenti di pavimentazione.
In effetti si trattava di una pianura alluvionale adibita a piantagione ove le truppe normanne si erano accampate in stato d'assedio prima di sferrare l'attacco alla conquista dei due quartieri strategici posti a settentrione del fiume: la Kalsa e il fortificato Cassaro, rispettivamente il primo "eletto" e deputato a dimora degli Emiri e centro amministrativo dell'isola, il secondo a polo commerciale e fulcro religioso cittadino. Nei mesi dell'accerchiamento accanto al maniero rinominato di San Giovanni Battista fu edificato il tempio, verosimilmente in esso fu celebrata la prima vittoria con la consacrazione e dedicazione al Precursore, area prossima al Castello di Maredolce nel Parco della Favara.
Ruggero II di Sicilia dotò la chiesa di casali, beni e privilegi, prerogative confermate dal figlio Guglielmo. Quest'ultimo vi fece trasferire i lebbrosi ospitati presso le strutture della chiesa di San Leonardo, luogo di culto documentato sull'area dell'attuale convento dell'Ordine dei frati minori cappuccini, già adibito al ricovero e all'assistenza dei lebbrosi. Da qui deriva l'appellativo di San Giovanni de' Lebbrosi. Una pergamena proveniente dal tabulario della Commenda della Magione rivela una concessione di Guglielmo I, datata maggio 1155, ove si evince che l'istituzione e l'edificazione dell'ospedale e delle strutture annesse fu opera del padre, senza tuttavia indicare l'anno di avvio lavori.
Nel 1219 Federico II di Svevia pone l'amministrazione e la gestione dell'ospedale all'attenzione del precettore della Magione e nel 1221 lo unì in perpetuo all'Ordine teutonico. Nel 1324 è appellato ospedale de infectis, ovvero struttura preposta alla cura e al trattamento delle malattie infettive. Risalgono a questo periodo gli affreschi documentati nel cortile, in particolare una scena raffigurante la Madonna Annunziata ritratta con un cavaliere teutonico genuflesso e orante.

### Epoca aragonese - spagnola
In una missiva datata 23 novembre 1434, re Alfonso V d'Aragona fa riferimento alla chiesa con ospedale adibito a lebbrosario, appellandola chiesa di San Giovanni de' Lebbrosi. Il sovrano per l'istituzione ospedaliera decretò l'esenzione di tasse e gabelle, rivolse ai Teutonici l'invito ad abbandonarne la gestione pur consentendo tuttavia alla chiesa di restare canonicamente unita alla chiesa della Santissima Trinità del Cancelliere. Nel 1442 circa, il lebbrosario assieme all'Ospedale di San Bartolomeo l'Incurabili, figura come gancia dell'Ospedale Grande e Nuovo.
Nel 1495 il lebbrosario fu amministrato dal Senato Palermitano e in seguito trasformato in lazzaretto per le varie epidemie di peste scoppiate a Palermo a partire dal giugno 1575. Questa particolare ondata infettiva fu provocata dai traffici marittimi, attacchi di pirati e corsari nel meridione; per converso le regioni settentrionali della penisola furono soggette alle frequenti incursioni di barbari e gruppi nomadi che provocarono la diffusione del flagello, in Lombardia nella fattispecie contagio noto come Peste di San Carlo (1576 - 1577).
Il Collegio dei Notari costituito per la gestione del polo di San Nicolò di Tolentino trasferì nel 1596 parte degli eremitani di Sant'Agostino appena insediatisi e dei vecchi membri dell'ordine preesistente ancora presenti nella struttura, presso il convento di Santa Maria la Sanità aggregato alla chiesa di San Giovanni dei Lebbrosi. Col fiorire di nuovi stili e correnti le strutture subirono sovrapposizioni che nel XVII secolo. Gli interni del tempio furono appesantiti con l'inserimento di volte in muratura e il rivestimento con decori in stucco che occultarono le finestre delle navate laterali.

### Epoca contemporanea
La regina Maria Carolina d'Austria durante una visita compiuta nel 1802, constatando i vetusti e fatiscenti impianti, le condizioni pietose in cui versavano i ricoverati, fece trasferire degenti e l'istituzione presso le strutture dell'Ospedale dei pazzi o tisici ubicato nell'ex noviziato dei Padri teresiani scalzi.
L'attuale aspetto della chiesa è dovuto al restauro condotto nei primi anni del XX secolo dall'architetto Francesco Valenti, soprintendente ai monumenti dell'epoca che ha rimosso le sovrapposizioni accumulatisi in secoli d'interventi, dotando il campanile di cupoletta rossa analoga a quella della crociera.

## Architettura

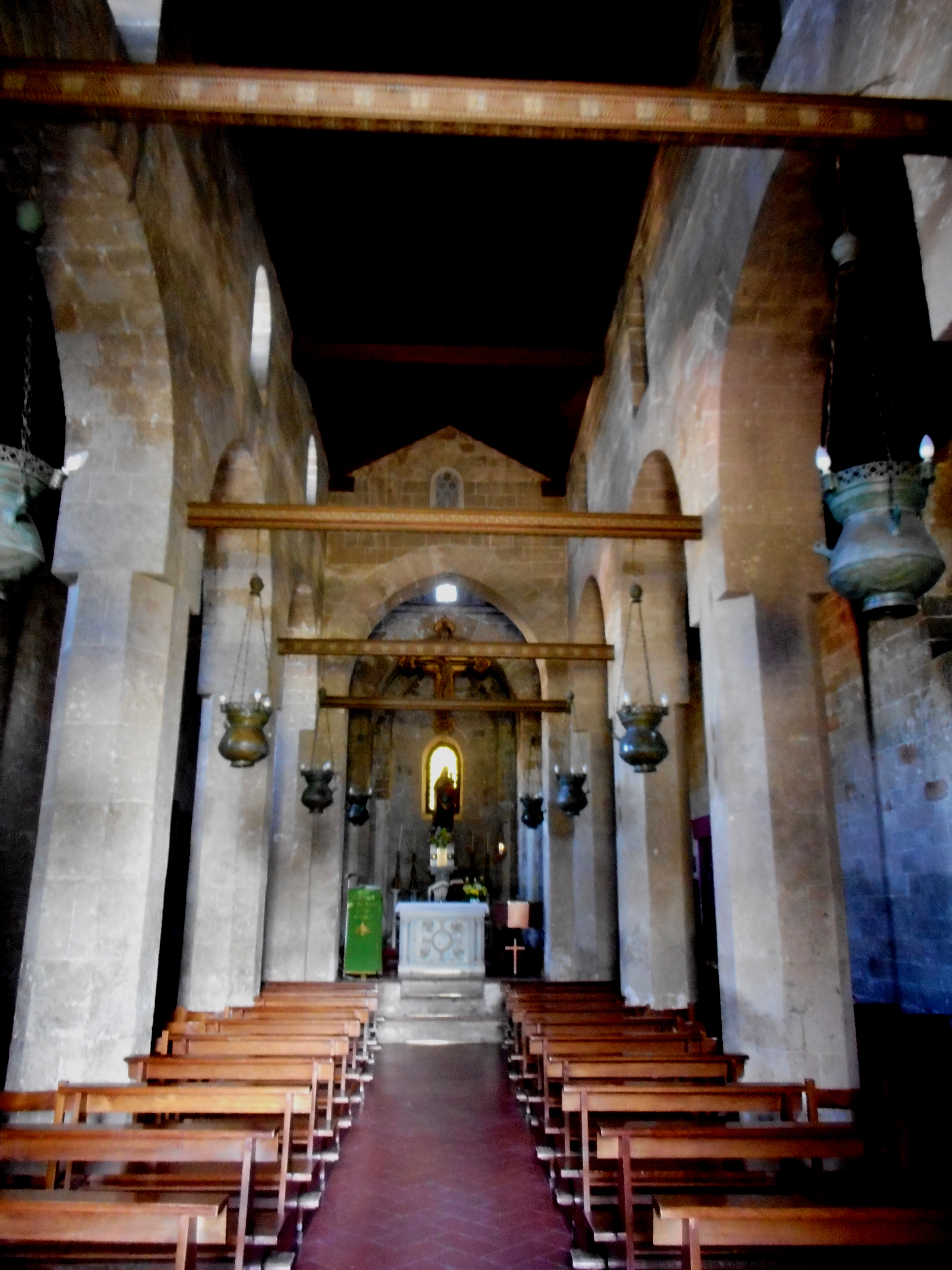
Interno della chiesa

La chiesa risponde ai canoni dell'architettura romanica siculo-normanna a croce latina con transetto sporgente e tripla abside; è considerata uno degli edifici medievali in stile normanno più antichi della città, e in particolare è forse la chiesa a croce latina più antica di Palermo. Il periodo di fondazione, le cupolette a semicalotta e lo stile architettonico sono comuni alla chiesa di San Giovanni degli Eremiti, alla chiesa di Santa Maria dell'Ammiraglio detta la "Martorana" e alla chiesa di San Cataldo.
Pur non essendo inserita negli affollati itinerari turistici, tantomeno contemplata nel recente elenco del Patrimonio dell'Umanità dell'UNESCO e nell'Itinerario della Palermo arabo - normanna e le cattedrali di Cefalù e Monreale, per storia, stile e contesto ambientale, evoca fascino e interesse al pari dei monumenti del centro storico cittadino.
L'esterno dell'edificio si presenta spoglio perché privo di decorazioni, tranne i rilievi in conci delle monofore che garantiscono l'illuminazione interna. L'ingresso è semplice, preceduto da un piccolo porticato sorretto da un unico pilastro angolare, su cui poggia il campanile. L'interno ha impianto basilicale ripartito in tre navate da pilastri, copertura lignea, presbiterio cupolato sovrastante l'altare che prevedeva una primitiva tribuna.
All'interno si ammira un bel crocifisso ligneo dipinto, risalente al Quattrocento sull'arco della crociera. Colonnine angolari incassate e sormontate da capitelli decorati recanti iscrizioni arabe in caratteri cufici di tipo omayyade - andaluso. Altare contemporaneo con gammadie: simboli cristologici, i simulacri dell'Ecce Homo e della Pietà.

## Castello di Yahya
Il castello di Yahya, d'origine bizantino-araba, sorgeva presso la foce del fiume Oreto e perseguiva il duplice doppio scopo di proteggere la via d'accesso orientale alla città di Palermo e a sbarrare il corso d'acqua per impedire che navi ostili lo risalissero.

## Convento di Santa Maria la Sanità
Convento e chiesa di Santa Maria della Sanità degli Agostiniani riformati della Congregazione di Sant'Adriano (1581 - 1662). Verosimilmente la denominazione delle istituzioni in epoca spagnola per la particolare funzione svolta.

### Ospedale di San Giovanni dei Lebbrosi
Nel 1150 il castello della Margana di Prizzi, edificato dai Cavalieri Teutonici è documentato come donazione all'istituzione da parte del sovrano Guglielmo I di Sicilia.
Nel 1431 l'ospedale è accorpato all'Ospedale Grande e Nuovo.
- Il lazzaretto è utilizzato per l'epidemia di peste del 1575.

## Dattereto
Coltivazione di palme da dattero per uso alimentare già documentata in epoca araba.

## OESSH
Luoghi sacri di Sicilia custoditi dall'Ordine equestre del Santo Sepolcro di Gerusalemme:
- Chiesa di Sant'Andrea a Piazza Armerina
- Chiesa capitolare di San Cataldo di Palermo
- Oratorio di Santa Caterina d'Alessandria di Palermo
- Chiesa capitolare di San Giuliano di Catania.
- Chiesa dell'Immacolata Concezione o dell'Immacolatella di Trapani

Chiese a vario titolo correlate all'Ordo Equestris Sancti Sepulcri Hierosolymitani (OESSH):
| - Chiesa di Santa Croce di Messina - Chiesa di San Nicolò Regale di Mazara del Vallo - Chiesa dei Santi Pietro e Paolo d'Agrò di Casalvecchio Siculo - Cattedrale di Santa Maria Nuova di Monreale | - Chiesa di Santa Maria in Jerusalem di Palermo - Chiesa di Santa Cristina la Vetere di Palermo - Basilica della Santissima Trinità del Cancelliere detta La Magione di Palermo |